# تپه کچولی سنگر
تپه کچولی سنگر مربوط به دوره ساسانی در شهرستان سرخس است. این اثر در تاریخ ۲۰ شهریور ۱۳۹۵ با شمارهٔ ثبت ۳۱۵۵۴ به‌عنوان یکی از آثار ملی ایران به ثبت رسیده است.